# Полет Буржоа
Полет Буржоа (на френски: Paulette Bourgeois) е канадска писателка, авторка на бестселъри в жанровете детска литература и популярна документалистика за деца и родители.

## Биография и творчество
Полет Буржоа е родена на 20 юли 1951 г. в Уинипег, Манитоба, Канада, в семейството на Матиас и Фрида Буржоа. Баща ѝ е експерт-счетоводител, а майка ѝ има малък бизнес. Когато е на 8 години семейството ѝ се мести в различни градове, което е за нея голямо преживяване усъвършенствувало уменията ѝ да наблюдава хората и света.
Завършва Университета на Онтарио през 1974 г. с бакалавърска степен по енерготерапия през 1979 г. Работи две години в периода 1975-1976 г. по специалността си в психиатрията в „Royal Hospital“ в Отава преди да се посвети на писателската си кариера. На 3 май 1980 г. се омъжва за журналиста Ян Ъркуърт. Имат две деца – Натали и Гордън. Развеждат се впоследствие.
Полет Буржоа учи журналистика в Университета на Карлтън през 1976 г., след което работи като репортер за „Ottawa Citizen“ и „CBC Television“ в периода 1977 – 1978 г. и 1980 – 1981 г. През 1981 г., тъй като няма „зелена карта“, става журналист на свободна практика във Вашингтон и публикува материали в „Chatelaine“, „Canadian Living“, „Рийдърс Дайджест“ и „Маклийн“. Връща се в Торонто през 1983 г. с идеята да пише книги.
Първата ѝ книга е „Franklin in the Dark“ през 1986 г. илюстрирана от Бренда Кларк. Главен герой е костенурчето Франклин. Пише я след раждането на първото си дете. За нея е вдъхновена от сериала „M*A*S*H“, в който героят Хокай Франклин Пиърс се страхува от тъмна пещера. Следва още книги от серията в голямата си част вдъхновени от случки със собствените ѝ деца.
Написала е общо 26 книги от тази популярна детска поредица. Тя е преведена на 38 езика и е издадена в над 60 милиона екземпляра. Серията е екранизирана в телевизионен сериал и няколко филма. След нея и други автори продължават да развиват приключенията на костенурчето Франклин.
На 8 май 2003 г. Полет Буржоа е удостоена с Ордена на Канада за приноса и ̀към канадската детска литература. Получила е също през 2007 г. награда за заслуги от канадската асоциация на професионалните терапевти и е „доктор хонорис кауза“ на Университета на Западно Онтарио.
През 2009 г. завършва Университета на Британска Колумбия с магистърска степен по творческо писане. Член е на съюза на писателите на Канада и на Канадското общество на детските писатели.
Полет Буржоа живее в Торонто, Онтарио, Канада.

## Произведения

### Самостоятелни романи
- Big Sarah's Little Boots (1987)
- Grandma's Secret (1989)
- Too Many Chickens! (1990)

### Серия „Костенурчето Франклин“ (Franklin the Turtle)
1. Франклин се страхува от тъмнината, Franklin In The Dark (1986)
2. Бързай, Франклин!, Hurry Up, Franklin! (1989)
3. Франклин се хвали, Franklin Fibs (1991)
4. Франклин се загуби, Franklin Is Lost (1992)
5. Франклин иска да командва в игрите, Franklin Is Bossy (1993)
6. Франклин подрежда своята стая, Franklin Is Messy (1994)
7. Franklin and Me: A Book about Me, Written and Drawn by Me (1994)
8. Франклин иска домашен любимец, Franklin Wants a Pet (1994)
9. Франклин сменя зъбче, Franklin And The Tooth Fairy (1994)
10. Франклин тръгва на училище, Franklin Goes to School (1995)
11. Любимото одеяло на Франклин, Franklin's Blanket (1995)
12. Франклин спи извън къщи, Franklin Has a Sleepover (1995)
13. Франклин играе футбол, Franklin Plays The Game (1995)
14. Франклин има лош ден, Franklin's Bad Day (1996)
15. Франклин и театралното представление, Franklin's School Play (1996)
16. Франклин се учи да кара велосипед, Franklin Rides A Bike (1997)
17. Франклин и гръмотевичната буря, Franklin And The Thunderstorm (1997)
18. Франклин има нов приятел, Franklin's New Friend (1997)
19. Франклин намира чужда вещ, Finders Keepers for Franklin (1997)
20. Франклин и коледният подарък, Franklin's Christmas Gift (1998)
21. Франклин и тайният клуб, Franklin's Secret Club (1998)
22. Франклин и посещението в музея, Franklin's Class Trip (1999)
23. Франклин вече има сестричка, Franklin's Baby Sister (2000)
24. Франклин посреща гости, Franklin's Thanksgiving (2001)
25. Франклин и сестричката му Хариет, Franklin and Harriet (2001)
26. Франклин и подаръкът за мама, Franklin Says „I Love You“ (2002)

#### За Франклин от други писатели

##### Адаптации по телевизионния сериал отШарън Дженингс(частично)
- Франклин поздравява приятелите, Franklin's Valentines (1998)
- Франклин рисува своя квартал, Franklin's Neighborhood (1999)
- Франклин постъпва в болница, Franklin goes to the hospital
- Франклин засажда дърво, Franklin plants a tree
- Франклин сключва сделка, Franklin makes a deal
- Франклин не иска бавачка, Franklin and the babysitter
- Франклин иска да е голям, Franklin and the big kid
- Франклин играе хокей, Franklin plays hockey
- Франклин играе с приятел след дълга раздяла, Franklin and otter's visit
- Франклин бяга от къщи, Franklin runs away
- Франклин си пъха нослето навсякъде, Franklin snoops
- Франклин пътешества с кану, Franklin`s canoe trip
- Франклин и неговият любим герой, Franklin and the hero
- Франклин забравя, Franklin forgets
- Франклин си измисля псевдоним, Franklin's nickname
- Франклин се извинява, Franklin says sorry
- Франклин отглежда тиква гигант, Franklin's pumpkin
- Франклин организира пикник, Franklin's picnic
- Франклин има много дъвки, Franklin and the buble gum
- Франклин изпраща дивите гъски, Franklin celebrates
- Франклин и компютърната игра, Franklin and the computer
- Франклин и изгубеното патенце, Franklin and the ducking
- Рожденият ден на Франклин, Franklin's birthday party
- Детективът Франклин, Franklin the ditective
- Франклин прощава, Franklin forgives
- Франклин и новата учителка, Franklin and the new teacher

##### Адаптации по телевизионния сериал от други автори
- Франклин отива на лагер, Franklin goes to day camp – Джейн Б. Мейсън
- Франклин помага, Franklin helps out – Сийн Джефри, Майк Корън
- Франклин, мечето Рошко и бебето, Franklin and the baby – Ева Мур
- Франклин и съкровището от езерото, Franklin and the Turtle Lake Treasure

и още много други произведения

### Серия „В моя квартал“ (In My Neighborhood)
1. Canadian Fire Fighters (1991)
2. Canadian Garbage Collectors (1991)
3. Canadian Police Offıcers (1991)
4. Canadian Postal Workers (1992)

### Документалистика и популярна литература за деца и родители

#### Самостоятелни романи
- On Your Mark, Get Set …: All About the Olympics Then and Now (1987)
- Changes in You and Me: A Book about Puberty Mostly for Boys (1994) – с Мартин Уолфиш
- Oma's Quilt (2001)
- The Dirt on Dirt (2008)
- You, Me and my OT (2009)

#### Серия „Невероятните“ (The Amazing)
1. The Amazing Apple Book (1987)
2. The Amazing Paper Books (1989)
3. The Amazing Dirt Book (1990)
4. The Amazing Potato Book (1990)

#### Серия „Започвайки с Космоса“ (Starting with Space), с илюстрации от Бил Славин
1. Starting with Space: The Sun (1995)
2. Starting with Space: The Moon (1995)
3. Starting with Space: The Planets (1997) – със Синтия Прат Никълсън

### Филмография
- 2000 Franklin and the Green Knight: The Movie – филм
- 2002 Franklin's Magic Christmas – филм
- 2003 Back to School with Franklin – филм
- 1997-2004 Франклин, Franklin – ТВ сериал
- 2006 Franklin et le trésor du lac